# Coniochaeta discospora
Coniochaeta discospora är en svampart som först beskrevs av Auersw. ex Niessl, och fick sitt nu gällande namn av Cain 1934. Coniochaeta discospora ingår i släktet Coniochaeta och familjen Coniochaetaceae.   Inga underarter finns listade i Catalogue of Life.